# Dominik Velecký
Dominik Velecký (* 21. Februar 2002) ist ein tschechischer Fußballspieler.

## Karriere

### Verein
Velecký begann seine Karriere beim 1. FC Slovácko. Im August 2020 spielte er erstmals für die Reserve von Slovácko in der Česká fotbalová liga. Zur Saison 2021/22 wechselte er in die Niederlande zum Zweitligisten TOP Oss. Für Oss kam er aber nie zum Einsatz. Zur Saison 2022/23 kehrte er daraufhin zur Reserve Slováckos zurück. Für das Team kam er zu weiteren 22 Einsätzen in der dritten tschechischen Liga.
Zur Saison 2023/24 wechselte Velecký nach Österreich zu den Amateuren der SV Ried. Für die Jungen Wikinger kam er zu 25 Einsätzen in der Regionalliga. Zur Saison 2024/25 wechselte er zum Zweitligisten SV Horn. Sein Debüt in der 2. Liga gab er im August 2024, als er am ersten Spieltag jener Saison gegen den SK Rapid Wien II in der 77. Minute für Din Barlov eingewechselt wurde. Für Horn kam er zu 15 Einsätzen in der 2. Liga, aus der das Team aber abstieg.
Zur Saison 2025/26 wechselte Velecký anschließend zu Regionalligist SV Lafnitz.

### Nationalmannschaft
Velecký absolvierte im April 2018 zwei Spiele für die tschechische U-16-Auswahl.